# سی-پاپ
سی-پاپ (انگلیسی: C-pop) مخفف موسیقی پاپ چینی (انگلیسی: Chinese popular music; چینی سنتی: 漢語流行音樂; چینی ساده: 汉语流行音乐; ماندارین پین‌یین: hànyǔ liúxíng yīnyuè; جیوت‌پینگ: hon3jyu5 lau4hang4 jam1ngok6) یک ژانر موسیقایی تعریف شده توسط هنرمندانی است که از تبار چین، هنگ کنگ و تایوان (منطقه چین بزرگ) سرچشمه گرفته‌اند. این ژانر همچنین شامل کشورهایی مانند مالزی و سنگاپور که بخشی از جمعیت آن‌ها به زبان‌های چینی سخن می‌گویند، می‌شود. سی-پاپ به عنوان یک اصطلاح کلی به کار می‌رود و نه تنها پاپ چینی بلکه آراندبی، بالاد، راک و هیپ هاپ را نیز پوشش می‌دهد هرچند که راک چینی در اوایل دههٔ ۱۹۹۰ از آن جدا شد.
در حال حاضر سه زیر ژانر اصلی برای سی-پاپ وجود دارد: کانتوپاپ، ماندوپاپ و هوکین پاپ. شکاف بین کانتوپاپ و ماندوپاپ در هزارهٔ جدید کاهش یافته‌است. هوکین پاپ که در ابتدا بسیار تحت تأثیر انکای ژاپنی بود، دوباره به سی-پاپ پیوست و روند توسعهٔ خود به سمت ماندوپاپ را کاهش داده‌است.

## تاریخچه
عبارت شی‌دای‌چو (چینی سنتی: 時代曲; پین‌یین: shídàiqǔ) (به معنای «موسیقی دوران» یا «موسیقی پاپ») برای توصیف انواع مختلف موسیقی در ماندارین و دیگر لهجه‌ها در چین از سال ۱۹۲۰ تا ۱۹۵۰ در چین و پس از آن در هنگ کنگ تا دههٔ ۱۹۶۰ استفاده می‌شد. شانگهای قطب اصلی صنعت ضبط پاپ چینی بود و نام مهم آن دوره، آهنگساز لی جین‌هی است. باک کلیتون به دلیل آوردن جاز آمریکایی به چین شناخته می‌شود و در دههٔ ۱۹۲۰، این ژانر موسیقی در کلوب‌های شبانه و سالن‌های رقص شهرهای بزرگ به محبوبیت رسید. تعدادی از ایستگاه‌های خصوصی رادیو که بین دهه‌های ۱۹۲۰ و ۱۹۵۰ اداره می‌شدند، ترانه‌های سی-پاپ را پخش کردند.